# Doug Riesenberg
Doug Riesenberg (Carroll, 22 de julho de 1965) é um ex-jogador profissional de futebol americano estadunidense que foi campeão da temporada de 1990 da National Football League jogando pelo New York Giants.